# Kawasaki Heavy Industries Motorcycle & Engine

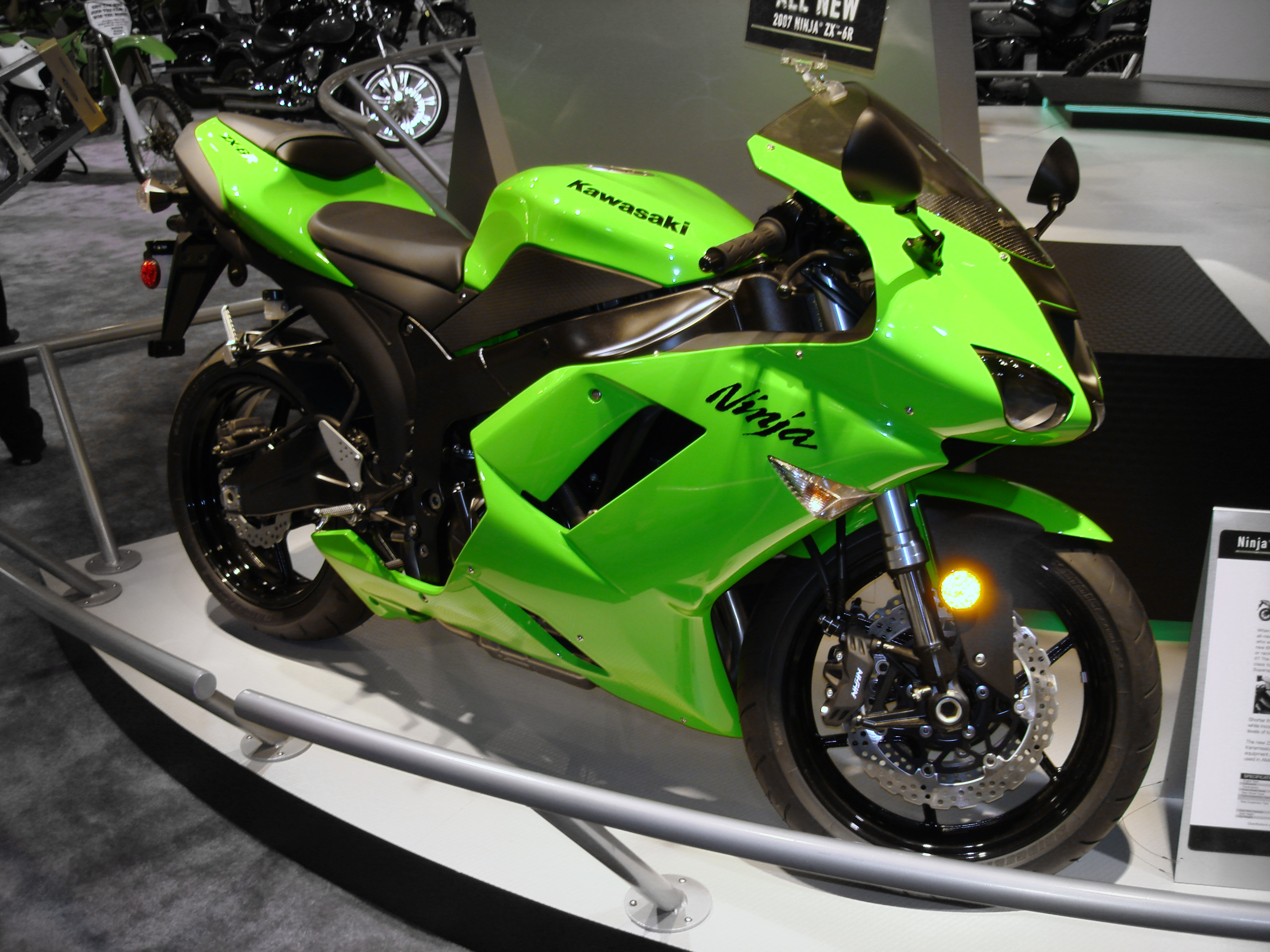
Kawasaki Ninja ZX-6R, una de las motocicletas deportivas más populares de la compañía

Kawasaki Heavy Industries Motorcycle & Engine (川崎重工業モーターサイクル&エンジンカンパニー Kawasakijuukougyoumootaasaikuruenjinkanpanii?) es una división de Kawasaki Heavy Industries, dedicada a la producción de motocicletas, cuatrimotos, vehículos especializados, motos de agua, y motores de gasolina de propósito general. Antes del año fiscal de 2011 era llamada Consumer Products & Machinery. Su lema es «Let the good times roll!».

## Historia
Kawasaki Aircraft inicialmente fabricó motocicletas bajo el nombre Meguro, por haber comprado al fabricante Meguro Manufacturing Co. Ltd con el que ya se habían asociado con anterioridad. Posteriormente formaron Kawasaki Motor Sales. Algunas de esas primeras motocicletas tienen un emblema que dice "Kawasaki Aircraft" en el tanque de combustible.
Durante la fusión de 1962, los ingenieros de Kawasaki estaban desarrollando un motor de 4 tiempos para autos pequeños, el cual no concluyeron porque algunos de los ingenieros fueron transferidos de la fábrica de Meguro cuando se fusionó para formar la Kawasaki Motorcycle Co.,Ltd. La Kawasaki motorcycles usó el emblema de una bandera con un ala desde 1962 hasta 1967. 
El trabajo continuó con la Meguro K1, una copia de la BSA A7 de 500 cc con 2 cilindros verticales y la Kawasaki W1. La K2 fue exportada a los EUA para probar el mercado, como reacción a la expansión del mercado americano de las motocicletas con motor de 4 tiempos, prueba que falló por la falta de potencia de los motores usados pero para mediados de los 1960s, Kawasaki estaba logrando exportar una moderada cantidad de motocicletas a los Estados Unidos.
La Kawasaki H1 Mach III, en 1968, junto con algunas motocicletas de tipo enduro que Kawasaki lanzó para competir contra Yamaha, Suzuki y Honda, logrando incrementar el número de ventas de motocicletas de Kawasaki y su popularidad, con lo que fueron aumentando su línea de motocicletas hasta tener en la actualidad modelos de prácticamente todos los tipos.

## Controversias

### Operaciones en Rusia
Kawasaki Heavy Industries fue criticada por mantener sus actividades comerciales en Rusia a pesar de la guerra en Ucrania. La empresa fue incluida en el proyecto "Leave Russia", que rastrea las corporaciones que continúan operando en el mercado ruso. Los críticos argumentan que la presencia continua de Kawasaki en Rusia apoya indirectamente la economía rusa en un momento de sanciones internacionales y conflicto.

## Competición

### Superbike
La participación de Kawasaki en el Campeonato Mundial de Superbikes comenzó en 1990 con el Team Muzzy Kawasaki, con sede en Estados Unidos, que dirigió las actividades de superbike hasta 1996. Entre 1997 y 2002, Kawasaki dio apoyo de fábrica al equipo de Harald Eckl, con sede en Alemania, mientras que Muzzy se centró en el Campeonato de la AMA de Superbikes. De 2003 a 2008, solo equipos privados como Bertocchi y PSG-1 entraron en el campeonato mundial, con el apoyo de pequeñas fábricas. En 2009, Kawasaki volvió oficialmente a SBK con Paul Bird Motorsport, pero después de tres temporadas, en 2012, Kawasaki cambió el soporte de fábrica al equipo español Provec Racing.
Kawasaki ha ganado varios campeonatos de carreras de superbike. Ganaron el Campeonato Mundial de Superbikes en 1993 con Scott Russell, dos décadas más tarde en 2013 con Tom Sykes, y una tercera y cuarta vez en 2015 y 2016 con Jonathan Rea. Además, Kawasaki ha conseguido nueve Campeonatos de la AMA de Superbikes con pilotos como Eddie Lawson y Wayne Rainey. Durante la década de 1990, también dominaron el Campeonato Mundial de Motociclismo de Resistencia.
- Campeonato Mundial de Superbikes

| Año  | Campeón       |
| ---- | ------------- |
| 1993 | Scott Russell |
| 2013 | Tom Sykes     |
| 2015 | Jonathan Rea  |
| 2016 | Jonathan Rea  |
| 2017 | Jonathan Rea  |
| 2018 | Jonathan Rea  |
| 2019 | Jonathan Rea  |
| 2020 | Jonathan Rea  |

- Campeonato de la AMA de Superbikes

| Año  | Campeón       |
| ---- | ------------- |
| 1977 | Reg Pridmore  |
| 1978 | Reg Pridmore  |
| 1981 | Eddie Lawson  |
| 1982 | Eddie Lawson  |
| 1983 | Wayne Rainey  |
| 1990 | Doug Chandler |
| 1992 | Scott Russell |
| 1996 | Doug Chandler |
| 1997 | Doug Chandler |

- Campeonato Mundial de Motociclismo de Resistencia

| Año  | Campeón/es                         |
| ---- | ---------------------------------- |
| 1981 | Jean Lafond Raymond Roche          |
| 1982 | Jean-Claude Chemarin Jacques Cornu |
| 1991 | Alex Vieira                        |
| 1992 | Terry Rymer Carl Fogarty           |
| 1993 | Doug Toland                        |
| 1994 | Adrien Morillas                    |
| 1996 | Bryan Morrison                     |

### Motocross
Los pilotos que usaron motocicletas Kawasaki ganaron en el Campeonato Británico de Motocross, Motocross entre países, Campeonato de Motocross AMA, Sidecarcross y Supermoto.
Campeonatos ganados:
- Stefan Everts, Campeón Mundial de Motocross FIM 1995 (250cc)
- Sébastien Tortelli, Campeón Mundial de Motocross FIM 1996 (125cc)
- Sébastien Tortelli, Campeón Mundial de Motocross FIM 1998 (250cc)
- Mickael Maschio, Campeón Mundial de Motocross FIM 2002 (125cc)
- Christophe Pourcel, Campeón Mundial de Motocross FIM 2006 (MX2)
- Livia Lancelot, Campeona Mundial de Motocross FIM 2016 (WMX)
- 29 veces campeón del Campeonato de Motocross AMA